# Mycteromyia conica
Mycteromyia conica är en tvåvingeart som först beskrevs av Jacques-Marie-Frangile Bigot 1857.  Mycteromyia conica ingår i släktet Mycteromyia och familjen bromsar. Inga underarter finns listade i Catalogue of Life.